# Pin Ups
Pin Ups is het zevende studioalbum van de Britse muzikant David Bowie, uitgebracht in 1973. Het is het enige Bowie-album dat volledig uit covers bestaat. Er staan covers op het album van bekende artiesten, zoals The Who, Pink Floyd en The Kinks. Op de cover van het album stond Bowie afgebeeld samen met supermodel Twiggy. Bowie wilde een vervolg maken op het album met nog meer covers, maar deze covers verschenen pas op de albums Heathen uit 2002 en Reality uit 2003. Van het album werd één single uitgebracht, namelijk "Sorrow", wat oorspronkelijk een hit was voor The Merseys. Dit nummer behaalde de derde plaats in de Engelse muzieklijsten.

## Tracklist
- Nummer – oorspronkelijke artiest – schrijver – duur:

1. "Rosalyn" – The Pretty Things – Jimmy Duncan/Bill Farley – 2:27
2. "Here Comes the Night" – Them – Bert Berns – 3:09
3. "I Wish You Would" – The Yardbirds – Billy Boy Arnold – 2:36
4. "See Emily Play" – Pink Floyd – Syd Barrett – 4:03
5. "Everything's Alright" – The Mojos – Nicky Crouch/John Konrad/Simon Stavely/Stuart James/Keith Karlson – 2:26
6. "I Can't Explain" – The Who – Pete Townshend – 2:07
7. "Friday on My Mind" – The Easybeats – George Young/Harry Vanda – 3:18
8. "Sorrow" – The Merseys – Bob Feldman/Jerry Goldstein/Richard Gottehrer – 2:48
9. "Don't Bring Me Down" – The Pretty Things – Johnnie Dee – 2:01
10. "Shapes of Things" – The Yardbirds – Paul Samwell-Smith/Jim McCarty/Keith Relf – 2:47
11. "Anyway, Anyhow, Anywhere" – The Who – Roger Daltrey/Pete Townshend – 3:04
12. "Where Have All the Good Times Gone" – The Kinks – Ray Davies – 2:35

Bonustracks op heruitgave 1990
1. "Growin' Up" – Bruce Springsteen – Bruce Springsteen – 3:26
2. "Ports of Amsterdam" – Jacques Brel – Jacques Brel/Mort Shuman – 3:19

## Musici
- David Bowie: zang, gitaar, tenor- en altsaxofoon, mondharmonica, arrangement, achtergrondzang, moogsynthesizer
- Mick Ronson: gitaar, piano, zang, arrangementen
- Trevor Bolder: basgitaar
- Aynsley Dunbar: drums

### Aanvullend personeel
- Mike Garson: piano, orgel, klavecimbel, elektrische piano
- Ken Fordham: baritonsaxofoon
- G. A. MacCormack: achtergrondzang
- Ron Wood: gitaar op "Growin' Up"